# Швеція: пекло та рай
«Швеція: пекло та рай», італ. Svezia inferno e paradiso — документальний фільм 1968 року в жанрі мондо, знятий Луїджі Скаттіні за мотивами однойменної книги Енріко Альтавілли, що вийшла у видавництві Ріццолі в 1967 році.

## Сюжет
Документальний фільм присвячений аспектам сексуальності тогочасного шведського суспільства, включаючи проблеми (брак сексуальної освіти, загрози та психологічні травми, яких зазнавали дівчата тощо). Фільм складається з 9 епізодів, у тому числі на такі теми, як лесбійські нічні клуби, порнографічні фільми, подружнє життя та розбіжності, а також сексуальна освіта підлітків. У фільмі також розповідається про наркоманію, алкоголізм і самогубства у Швеції.
Фільм створив режисер Луїджі Скаттіні, який раніше зняв фільм Sexy Magico, натхненний однойменною книгою письменника Енріко Альтавілла, журналіста Corriere della Sera.
Коментар до фільму італійською мовою читає Енріко Марія Салерно, а в англійській версії — Едмунд Пурдом.

## Випуск
Фільм вийшов в Італії у 1968 році із забороною на показ неповнолітнім, віком до 18 років через зміст.

## Реакція
Критика відгукнулася про фільм негативно, проте його з ентузіазмом зустріла аудиторія в Італії, що дозволило фільму зібрати рекордну для того часу суму: майже півтора мільярда лір. Це також сприяло справжньому туристичному буму у Швецію.

## Інциденти
Головних героїв було знято з обіцянкою, що фільм ніколи не вийде у Швеції, проте фільм таки потрапив до країни, оскільки шведські журналісти виявили англійську версію фільму в посольстві Швеції у Франції і фільм показала шведська телекомпанія SVT2 28 грудня 1971 р.
Реакція на фільм у Швеції була надзвичайно негативною (через порушення приватності учасників фільму), і спричинила дипломатичний скандал з офіційним протестом, через який режисер не міг потрапити до Швеції протягом кількох років.

## Саундтрек
Саундтрек написав композитор П'єро Уміліані; він вийшов у вигляді альбому у США та Канаді. Він містить відому пісню «Мана-мана», яку надалі багато разів виконували інші виконавці, зокрема, в одному зі скетчів «Маппет-шоу», а також в одному з перших номерів комік-трупи «Маски» (1984).